# Sulfinska kiselina
Sulfinske kiseline su vrsta oksokiseline u kojima su na sumporov atom jednostrukim kovalentnim vezama vezane hidroksilna skupina i hidrokarbilna skupina, a dvostrukom kovalentnom vezom vezan je kisikov atom.
Po redoslijedu opadajućeg prioriteta pri odabiru i imenovanju glavne karakteristične skupine, esteri su sedmi po redu razredni spojevi (slijedom COOH i C(O)O2H; zatim njihovi S- i Se-derivati, pa redom sulfonske, sulfinske, selenonske itd., fosfonske, arsonske itd. kiseline).